# سزار گارسیا (دوچرخه‌سوار)
سزار گارسیا (اسپانیایی: César García‎؛ زادهٔ ۲۴ دسامبر ۱۹۷۴) دوچرخه‌سوار اهل اسپانیا است.